# Igor Cvitanović
Igor Cvitanović (n. 1 noiembrie 1970, Osijek, RSF Iugoslavia) este un fost fotbalist croat.

## Statistici
| Croația | Croația | Croația |
| An      | Meciuri | Goluri  |
| ------- | ------- | ------- |
| 1992    | 1       | 0       |
| 1993    | 0       | 0       |
| 1994    | 5       | 2       |
| 1995    | 0       | 0       |
| 1996    | 7       | 1       |
| 1997    | 7       | 0       |
| 1998    | 1       | 0       |
| 1999    | 6       | 1       |
| 2000    | 1       | 0       |
| 2001    | 1       | 0       |
| Total   | 29      | 4       |